# Kesselkargrat
Kesselkargrat är ett berg i Österrike.  Den ligger i förbundslandet Steiermark, i den centrala delen av landet, 160 km väster om huvudstaden Wien. Kesselkargrat ligger 1 984 meter över havet. Närmaste större samhälle är Rottenmann, 17 km sydväst om Kesselkargrat. 